# Chiesanuova
Chiesanuova és un municipi (castello) de San Marino amb una població de 1.029 habitants (any 2006) i una superfície de 5,46 km². Fa frontera amb els municipis sanmarinesos de San Marino i Fiorentino, i amb els municipis italians de Sassofeltrio, Verucchio i San Leo.